# Zeta Centauri
Zeta Centauri (ζ Cen / ζ Centauri) ist ein Stern im Sternbild Centaur.
Zeta Centauri hat eine scheinbare Helligkeit von +2.55 mag und gehört der Spektralklasse B2.5IV an. Der spektroskopische Doppelstern befindet sich in einer Entfernung von etwa 380 Lichtjahren, über den Begleiter ist allerdings nur sehr wenig bekannt.